# Trigoniulus charactopygus
Trigoniulus charactopygus är en mångfotingart som beskrevs av Carl Graf Attems 1930. Trigoniulus charactopygus ingår i släktet Trigoniulus och familjen Trigoniulidae. Inga underarter finns listade i Catalogue of Life.